# Konstantin Siemionow
Konstantin Siemionow (ur. 9 czerwca 1989 w Tokmoku) – rosyjski siatkarz plażowy, dwukrotny wicemistrz Europy 2016 i 2019, trzykrotny uczestnik Igrzysk Olimpijskich (2012, 2016 oraz 2020). W latach 2013–2017 grał w parze z Wiaczesławem Krasilnikowem, natomiast od 2017 roku gra razem z Ilją Leszukowem. Na IO 2020 występował pod flagą Rosyjskiego Komitetu Olimpijskiego.